# SRF zwei
SRF zwei ist das zweite Fernsehprogramm von Schweizer Radio und Fernsehen (SRF), einer Unternehmenseinheit der Schweizerischen Radio- und Fernsehgesellschaft (SRG). Schwerpunkte im Programm sind Sportübertragungen sowie aktuelle und hintergründige Magazinsendungen aus dem Sport-Bereich. Spielfilme und Serien werden häufig als Free-TV-Premieren und im Zweikanalton ausgestrahlt, wobei der Sender vor allem europäische Serien-Produktionen berücksichtigt (siehe Bedrag, Babylon Berlin). Das 24-Stunden-Programm bietet auch eine Auswahl an Dokumentationen oder übernimmt von Partnersendern wissenschaftliche Sendungen wie nano (3sat) oder Einstein (SRF 1). Der Sender testet darüber hinaus sporadisch neue Sendeformen wie Slow-TV oder Binge Watching.

## Geschichte
Am 1. September 1997 nahm SRF zwei den Sendebetrieb unter der damaligen Bezeichnung «SF 2» auf. Es handelte sich um den deutschsprachigen Nachfolger des gesamtschweizerischen Programms Schweiz 4 (bis 1995: S Plus). Seit dem ersten Sendetag ist die Sendung «sportaktuell» fester Bestandteil des Programms. Erste Gesichter des Senders waren ab dem ersten Sendetag u. a. Mona Vetsch, Susanne Kunz, Jann Billeter und Sascha Ruefer. Sven Epiney moderierte von 1997 bis ins Jahr 2000 die tägliche Quizshow Blockbusters, bevor er 2001 mit der Koch-Quizshow Al dente zunächst auf SF 2 Premiere feierte.
Von 1998 bis 2003 strahlte SF 2 montags bis freitags von 10 bis 17 Uhr ein Nickelodeon-Programmfenster aus, das zudem sehr viele alte Trailer, Eigenproduktionen und die sogenannten Nicktoons von Nickelodeon Deutschland ausstrahlte; zudem gab es Live-Sendungen, in denen Kinder verschiedene Spiele per Telefon spielen konnten. Von 17. September 2003 bis zum 31. Dezember 2006 wurde Nickelodeon durch «Junior» abgelöst, das jeden Tag lief, also werktags von 11 bis 14 Uhr und am Wochenende von 7 bis 10 Uhr. 2005 wurde der Sender in SRF zwei umbenannt.
Bei «Junior» wurde das Konzept mit Live-Shows und den bereits von Nickelodeon bekannten Moderatoren aufrechterhalten – nun moderiert aus dem «Junior-Studio». Die Sendung wurde ab dem 1. Januar 2007 durch «SF Tubii» ersetzt, wobei die Sendezeit beibehalten wurde. «SF Tubii» wurde seinerseits am 30. August 2010 durch das trimediale Kinderprogramm Zambo ersetzt. Dieses wurde am 29. Februar 2012 zu SF 1 verschoben, da die Programmschiene durch das Sportprogramm auf SF zwei zu oft ausfiel und man der Zielgruppe einen verlässlichen Sendeplatz schaffen wollte. Auch andere Programmreformen wurden vorgenommen, so wurde z. B. auch die Zeichentrickserie Die Simpsons aufgrund schlechter Einschaltquoten aus dem Programm gestrichen. Ersetzt wurde die Serie durch täglich wechselnde Eigenproduktionen wie «Box Office» oder die Talkshow «Fokus».
Frühere Sendungen:
- Das Experiment – Wo ist dein Limit?: Survival-Abenteuersendung
- Roboclip: Musikvideos
- Musicnight: Musikprogramm mit aufgezeichneten Konzerten und Musikvideos (Donnerstagnacht)
- Zambo (1998–2003: «Nickelodeon», 2003–2006: «Junior», 2006–2010 SF tubii): Kinderprogramm (nachmittags; Zeichentrickserien, Spielshows, Realserien etc.)
- PresseTV hat eine eigene Sendekonzession und strahlte am Wochenende verschiedene von diversen Printmedien produzierte Magazine aus.
  - NZZ Format: Monothematisches Magazin der Neuen Zürcher Zeitung
  - MotorShow: Automagazin
  - Cash-TV: Wirtschaftsmagazin der Wirtschaftszeitung Cash
  - Cash-Talk: Interview mit einer Führungskraft
  - Standpunkte: Diskussionsrunde mit Journalisten, Politikern und Experten
  - 100 Minuten: Übernahme von Sendungen wie Spiegel-TV-Reportage aus Deutschland
  - sportaktuell: Tägliches Sportmagazin
- Eishockey – Highlights

Am 2. Dezember 2005 erhielten die Sender SF 1 und SF 2 neue Erscheinungsbilder (als SF 1 und SF zwei) und wurden klarer voneinander abgegrenzt. Am 29. Februar 2012 folgte die Umstellung auf HD (720p/50). Seit 16. Dezember 2012 heisst das Programm SRF zwei.
Die Abstrahlung über digitales Antennenfernsehen (DVB-T) wurde am 3. Juni 2019 eingestellt und am 8. Juli 2020 über die beiden reichweitenstarken Grundnetzsender Hoher Kasten und Pfänder wieder aufgenommen, welches auch die Einspeisung in die Overspill-Gebiete der Kabelnetzbetreiber in Österreich und Deutschland möglich macht.
Seit Juni 2021 wird SRF zwei auch in Full HD gesendet.

## Historische Logos

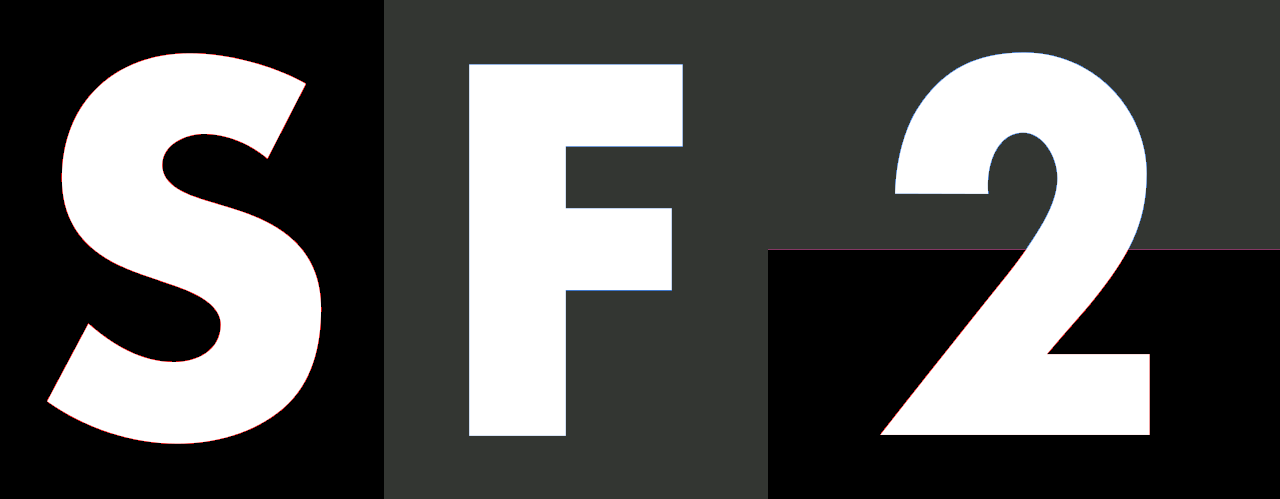
Das ehemalige Cornerlogo des Fernsehsenders SF2 von 1997 bis 2005
Farbvariante desselben Logos
Logo von SF zwei vom 5. Dezember 2005 bis 29. Februar 2012
Bildschirmfoto einer Station-ID
Logo von SF zwei vom 1. März 2012 bis 15. Dezember 2012
Logo des HD-Ablegers seit dem 16. Dezember 2012
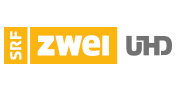
Logo des UHD-Ablegers zur UEFA EURO 2016

## Empfang
SRF zwei ist in der gesamten Schweiz über Kabelfernsehen oder z. B. IPTV empfangbar sowie verschlüsselt über Eutelsat Hot Bird auf 13° Ost. Das Programm wird auch über Play SRF als Livestream angeboten.
Seit 8. Juli 2020 wird SRF zwei wieder digital terrestrisch von den beiden reichweitenstarken Grundnetzsendern Hoher Kasten und Pfänder über DVB-T2 unverschlüsselt verbreitet.
Die analoge Ausstrahlung wurde in einem Grossteil der Schweiz per 26. November 2007, im Kanton Wallis per 25. Februar 2008 eingestellt. In Südtirol (Italien) wird der Sender seit 2005 von der Rundfunk-Anstalt Südtirol (RAS) unverschlüsselt abgestrahlt.

## Programm
SRF zwei bietet vor allem Sendungen an, die sich an ein sportbegeistertes und jüngeres Publikum richten. Nebst den Sportsendungen sind im Programm häufig Serien wie die eigenproduzierte Serie Seitentriebe oder Event-Serien wie «Follow the Money» sowie Spielfilme zu sehen. Immer wieder gibt der Sender aktuelle Doku-Serien in Auftrag oder setzt auf Themenschwerpunkte. Im Vorabendprogramm sind Serien und wechselnde Kochsendungen (u. a. mit Rick Stein und Jamie Oliver) zu sehen.

### Magazine
- Newsflash: Werktägliches Kurz-Newsformat der Schweizer Tagesschau-Redaktion
- G&G Flash: Werktägliches People-Kurzformat der Sendung G&G – Gesichter und Geschichten
- Fenster zum Sonntag. Diskussions-Sendung über aktuelle Themen aus einer christlich-ethischen Perspektive
- Garage 21. Automagazin
- Kochsendungen mit Jamie Oliver, Nigella Lawson, Rick Stein usw.
- 3 auf zwei: Übertragung von Radio SRF 3 mit Studiokameras (morgens und mittags)
- CO2NTROL. Magazin, das beantwortet, wie umweltschädlich einzelne Produkte sind
- Zwei am Morge. Comedy-Format für ein junges Publikum; 2023 ersetzt durch das Satire-Format Studio 404[21]
- Slow-TV

### Filme und Serien
- «kino hoch zwei»: zwei Spielfilm-Blockbuster im Sonntag-Hauptabendprogramm
- A Million Little Things
- Alisa – Folge deinem Herzen
- Bosch
- Chicago Fire
- Chicago Med
- Grey’s Anatomy
- Heiter bis tödlich – Alles Klara
- In aller Freundschaft – Die Krankenschwestern
- Jackpot des Lebens - La Chance de ta Vie
- Kleine Lügen
- Kommissar Rex
- SOKO Leipzig
- Station 19
- The Capture
- This Close
- Wege zum Glück

### Sport
- Sportlive. Live Sport (teilweise auch parallel auf SRF info mit anderem Sportevent)
- Sportheute. Sportmagazin am Samstagabend
- Sportpanorama: Wöchentliches Sportmagazin mit Hintergrundinformationen und Studiogast (sonntags um 18:00 Uhr)
- Sportflash: Sport-Kurzformat (montags bis samstags 20:00 Uhr)
- Super League - Highlights. Fussballmagazin mit Fokus auf Super League, Challenge League und Women’s Super League (samstags um 22:35 Uhr und sonntags um 19:00 Uhr)
- Champions League - Highlights. Highlights des aktuellen Spieltags der UEFA Champions League (dienstags und mittwochs um 23:00 Uhr)
- Europa League - Highlights. Highlights des aktuellen Spieltags der UEFA Europa League und der UEFA Europa Conference League (donnerstags um 23:50 Uhr)
- Schweizer Cup - Highlights. Highlights vom Schweizer Fussballcup inklusive Auslosung der nächsten Runde
- Eishockey - Inside. Eishockeymagazin mit Hintergrundreportagen (seit 2022)
- Veloclub. Magazin zur Tour de Suisse
- Morgen sind wir Champions. Dokumentationen über Nachwuchshoffnungen in verschiedenen Sportarten (Fussball, Schwingen, Eishockey, Ski alpin, Leichtathletik)
- Winter-Challenge[22]
- Sommer-Challenge[23]